# Negrete (Chile)
Negrete ist eine Stadt und Gemeinde in der Provinz Bío-Bío in der Región del Biobío in Chile. Bei der Volkszählung im Jahr 2017 hatte sie 9737 Einwohner. Die Gemeinde erstreckt sich über eine Fläche von 156,5 km².
Die Stadt Negrete liegt am Südufer des Flusses Río Bío Bío, wenige Kilometer flussabwärts des Zusammenflusses der Flüsse Bío Bío und Río Bureo.

## Geschichte
Die Stadt hat ihren Ursprung in der Festung San Francisco de Borja, die 1603 vom Gouverneur Alonso de Ribera de Pareja in der Nähe des Hügels Mesamávida gegründet wurde. Dies lag 10 km nordöstlich des heutigen Standorts der Stadt, nahe dem Zusammenfluss vom Río Bío Bío und Río Duqueco, am Nordufer dieses letzten Flusses. Im Jahr 1613 zog Ribera in die Festung auf Mesamávida, die in Cerro Negrete umbenannt wurde. Im Jahr 1621 baute Pedro Osores de Ulloa die Festung wieder auf und am Fuße des Hügels entstand ein kleines Dorf. Im Jahr 1757 verlieh Gouverneur Manuel d’Amat i de Junyent der Stadt den Titel Villa de Negrete. Im Jahr 1777 wurde eine neue Festung mit dem Namen San Agustín de Mesamávida errichtet, auf dem Cerro Negrete von Ambrosio O’Higgins im Auftrag von Gouverneur Agustín de Jáuregui erbaut.
Im März 1793 befand sich in den nahegelegenen Ebenen das Parlament von Negrete, wo der Frieden zwischen dem spanischen Reich und den Mapuchen geschlossen wurde. Es wurde 1859 erneut von den Mapuchen zerstört. Erst 1861 wurde es wieder aufgebaut, als in der Nähe des heutigen Standorts der Stadt eine neue starke Festung errichtet wurde.

## Bevölkerung
Laut der Volkszählung des Nationalen Statistikinstituts von 2002 hatte Negrete 8579 Einwohner (4414 Männer und 4165 Frauen). Davon lebten 5283 (61,6 %) in städtischen Gebieten und 3296 (38,4 %) in ländlichen Gebieten. Die Bevölkerung wuchs zwischen den Volkszählungen 1992 und 2002 um 2,8 % (232 Personen). Im Jahr 2017 zählte man 9737 Personen.